# Liste der Stolpersteine in Neuruppin

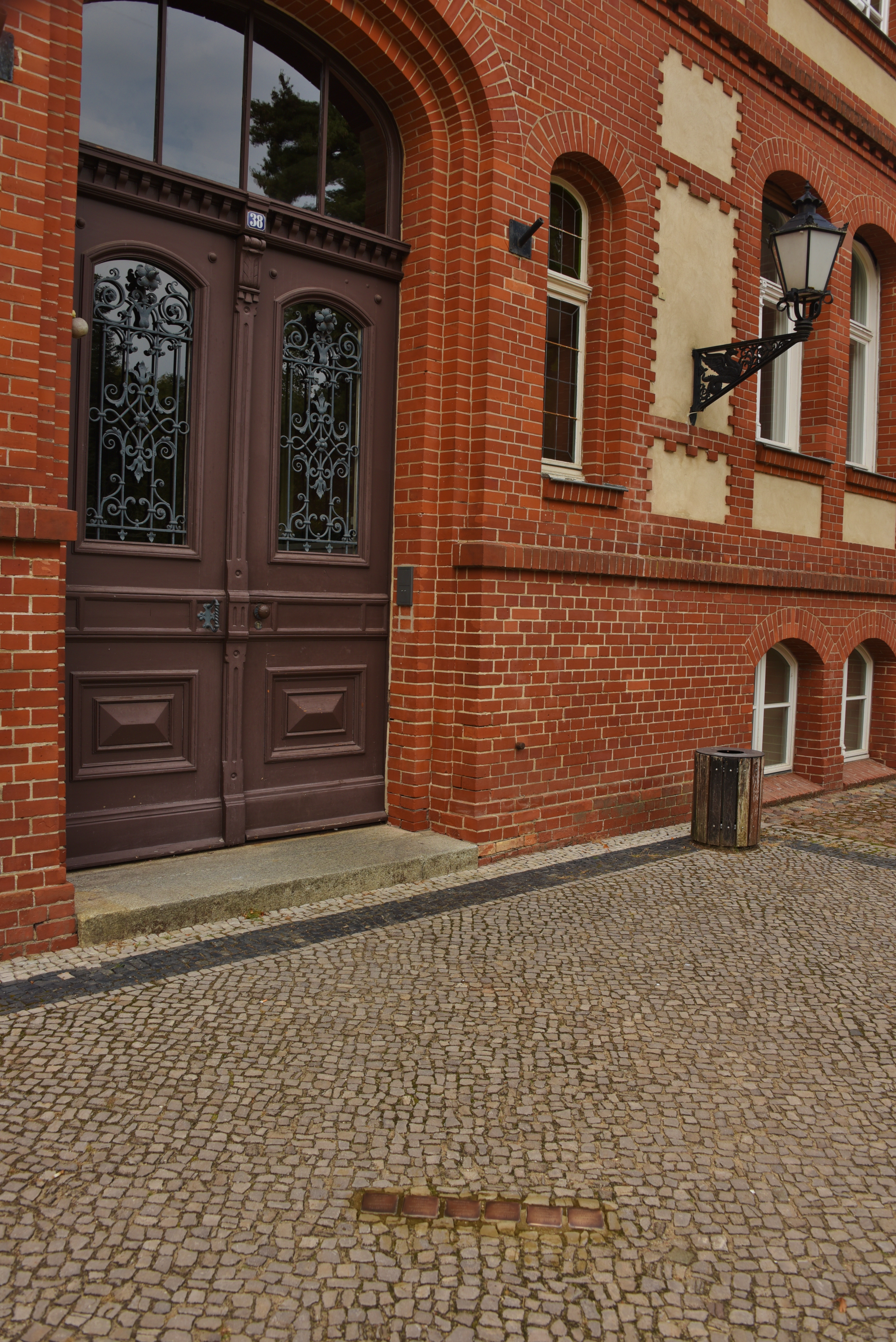
Stolpersteine vor dem Hauptgebäude der Ruppiner Kliniken in Neuruppin

Die Liste der Stolpersteine in Neuruppin enthält sämtliche Stolpersteine, die im Rahmen des gleichnamigen Projektes von Gunter Demnig in Neuruppin verlegt wurden.
Am 17. November 2003 wurden acht Stolpersteine für die ermordeten jüdischen Mitbürger Neuruppins in der Neuruppiner Altstadt und Alt Ruppin verlegt. Die Vorarbeiten hierfür leistete der Vorbereitungskreis "Stolpersteine in Neuruppin" auf Basis einer Veröffentlichung im Mitteilungsblatt Nr. 10 des Historischen Verein der Grafschaft Ruppin. Der Vorbereitungskreis organisierte auch die Finanzierung über Spenden. Diese Verlegung war die erste im Bundesland Brandenburg.
Am 19. Oktober 2004 wurden sechs exemplarische und teilweise anonymisierte Stolpersteine für die 1497 Opfer der nationalsozialistischen „Euthanasie“-Aktion T4 aus der Landesirrenanstalt Neuruppin auf dem Gelände der heutigen Ruppiner Kliniken verlegt. Die Verlegung wurde im Rahmen eines Projektes der Universität Potsdam in Zusammenarbeit mit der Krankenpflegeschule der Ruppiner Kliniken vorbereitet.

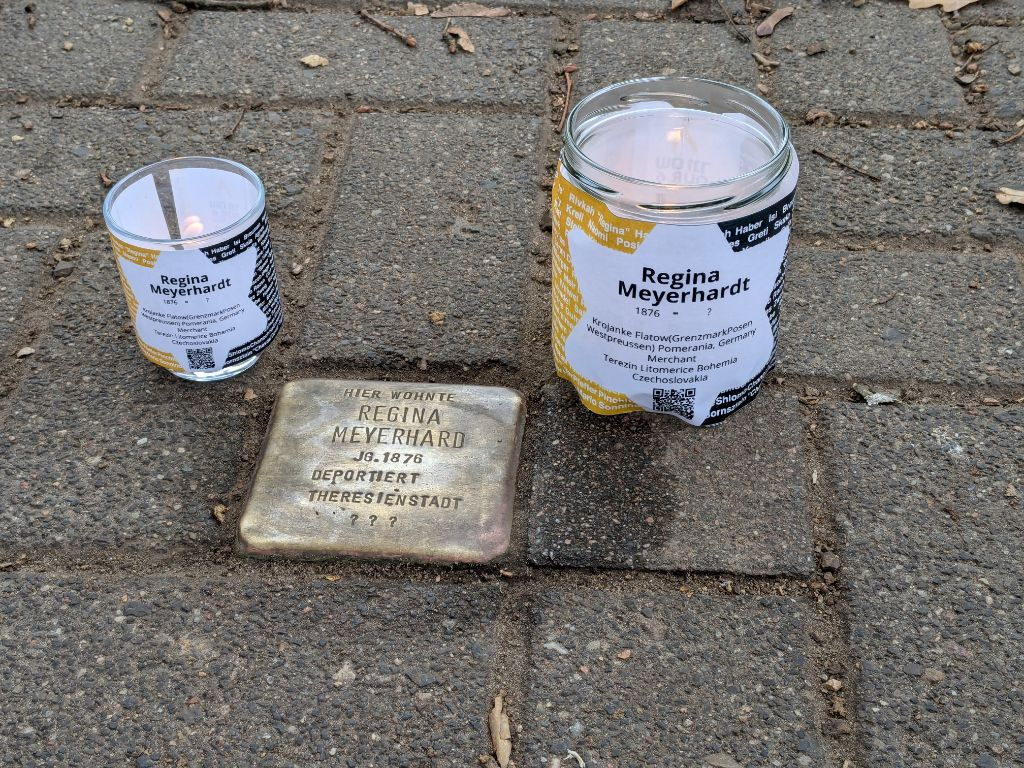
Stolpersteingedenken am 9. November 2024 am Stein für Regina Meyerhardt in Neuruppin

## Übersicht
| Stolperstein | Inschrift                                                                                   | Standort | Name, Leben |
| ------------ | ------------------------------------------------------------------------------------------- | --- | --- |
|              | HIER WOHNTE EMMA ANKER GEB. WITTENBERG JG. 1878 DEPORTIERT 1942 VERSCHOLLEN IN TRAWNICKI    | Neuruppin, Karl-Marx-Str. 34 | Emma Anker, geb. Wittenberg, geboren am 29. März 1878, am 28. März 1942 nach Trawnicki deportiert. Sie gilt als verschollen. |
|              | HIER LEBTE ARTHUR B. JG. 1912 VERLEGT 18.6.1940 T4-AKTION                                   | Neuruppin, Fehrbelliner Str. 38 (Ruppiner Kliniken) | Arthur B., geboren 1912, verlegt am 18. Juni 1940 in eine andere Anstalt, dort vergast |
|              | HIER WOHNTE EMILIE DRUCKER GEB. TREPP JG. 1850 DEPORTIERT 1943 THERESIENSTADT TOT 22.6.1943 | Neuruppin, Karl-Marx-Str. 22 | Emilie Drucker, geb. Trepp, geboren am 23. Januar 1850, am 16. Juni 1943 nach Theresienstadt deportiert. Sie verstarb dort im Juni 1943. |
|              | HIER WOHNTE EDITH FRANK GEB. ANKER JG. 1914 DEPORTIERT 1943 VERSCHOLLEN IN AUSCHWITZ        | Neuruppin, Karl-Marx-Str. 34 | Edith Frank, geb. Anker, geboren am 26. Oktober 1914, am 1. März 1943 nach Auschwitz deportiert. Sie gilt als dort verschollen. |
|              | HIER LEBTE GERHARD G. JG. 1914 VERLEGT 18.6.1940 T4-AKTION                                  | Neuruppin, Fehrbelliner Str. 38 (Ruppiner Kliniken) | Gerhard G., geboren 1914, verlegt am 18. Juni 1940 in eine andere Anstalt, dort vergast |
|              | HIER LEBTE BERGLIOT H. JG. 1901 VERLEGT 30.6.1941 T4-AKTION                                 | Neuruppin, Fehrbelliner Str. 38 (Ruppiner Kliniken) | Bergliot H., geboren 1901, verlegt am 30. Juni 1941 in eine andere Anstalt, dort vergast |
|              | HIER WOHNTE ELSA J. JG. 1902 VERLEGT 20.8.1940 T4-AKTION                                    | Neuruppin, Fehrbelliner Str. 38 (Ruppiner Kliniken) | Elsa J., geboren 1902, verlegt am 20. August 1940 in eine andere Anstalt, dort vergast |
|              | HIER WOHNTE ARNOLD JACOBY JG. 1869 DEPORTIERT 1942 THERESIENSTADT 1942 TREBLINKA ERMORDET   | Neuruppin, Karl-Marx-Str. 58 (Nachdem Schüler entdeckt hatten, dass vermutlich durch Bauarbeiten der ursprüngliche Stolperstein 2007 verschwunden war, veranlasste die Stadtverwaltung eine Neuverlegung) | Arnold Jacoby, am 20. Januar 1869, geboren am 17. August 1942 nach Theresienstadt deportiert. Sein Todesort jedoch ist Minsk. Er gilt als dort verschollen. |
|              | HIER WOHNTE DR. ARTHUR JACOBY JG. 1897 DEPORTIERT 1943 VERSCHOLLEN IN AUSCHWITZ             | Neuruppin, Karl-Marx-Str. 64 | Dr. Arthur Jacoby, geboren am 22. Juli 1897, 26. Februar 1943 nach Auschwitz deportiert. Er gilt dort als verschollen. |
|              | HIER WOHNTE ERNA JACOBY JG. 1895 DEPORTIERT 1943 ERMORDET IN AUSCHWITZ                      | Neuruppin, Karl-Marx-Str. 58 (Nachdem Schüler entdeckt hatten, dass vermutlich durch Bauarbeiten der ursprüngliche Stolperstein 2007 verschwunden war, veranlasste die Stadtverwaltung eine Neuverlegung) | Erna Jacoby, geboren am 17. Oktober 1895, am 26. Februar 1943 nach Auschwitz deportiert. Sie gilt dort als verschollen. |
|              | HIER WOHNTE HILDEGARD L. JG. 1926 VERLEGT 20.6.1940 T4-AKTION                               | Neuruppin, Fehrbelliner Str. 38 (Ruppiner Kliniken) | Hildegard L., geboren 1926, verlegt am 20. Juni 1940 in eine andere Anstalt, dort vergast |
|              | HIER WOHNTE REGINA MEYERHARD JG. 1876 DEPORTIERT THERESIENSTADT ?                           | Neuruppin, Neustädter Str. 46 | Regina Meyerhardt, geboren am 16. Februar 1876, deportiert am 17. März 1943 nach Theresienstadt, von dort am 16. April 1944 nach Auschwitz. Dort wurde sie im Mai 1944 ermordet. |
|              | HIER LEBTE HERBERT SCH. JG. 1911 VERLEGT 27.6.1940 T4-AKTION                                | Neuruppin, Fehrbelliner Str. 38 (Ruppiner Kliniken) | Herbert Sch., geboren 1911, verlegt am 27. Juni 1940 in eine andere Anstalt, dort vergast |
|              | HIER WOHNTE ARTHUR SCHWARZ ERMORDET DURCH MEDIKAMENTENENTZUG IN BERLIN TOT 29.12.1943       | Alt Ruppin, Friedrich-Engels-Str. 43 | Arthur Schwarz, geboren am 10. September 1876. Arthur Schwarz wurde zwar nicht im KZ ermordet, jedoch ist sein Tod eindeutig durch die Verfolgung und Ungleichbehandlung jüdischer Mitbürger verursacht. Er verstarb am 29. Dezember 1943 im Jüdischen Krankenhaus Berlin, nachdem er über längere Zeit eine zu geringe Dosis eines Herzmedikaments erhielt. |

## Derzeit nicht verlegte Stolpersteine
Die Stolpersteine für Hermann Hertzberg (geboren 1870 in Neuruppin, 1944 in Theresienstadt verstorben) und für Hermine Hertzberg (geboren 1885, ermordet in Auschwitz) sind derzeit nicht verlegt. Für dieses Ehepaar wurden jedoch in Berlin-Schöneberg zwei Stolpersteine verlegt, siehe Liste der Stolpersteine in Berlin-Schöneberg (dort mit Kurzbiographien).